# Броги

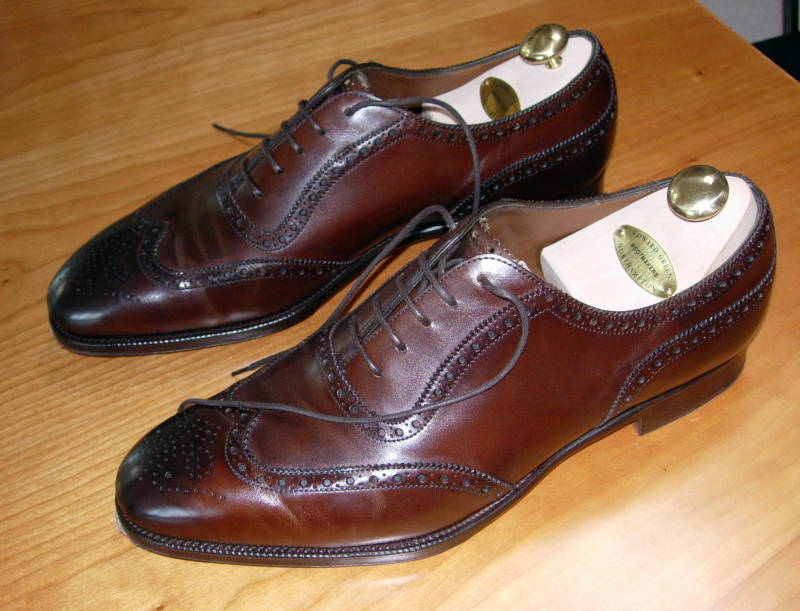
Броги

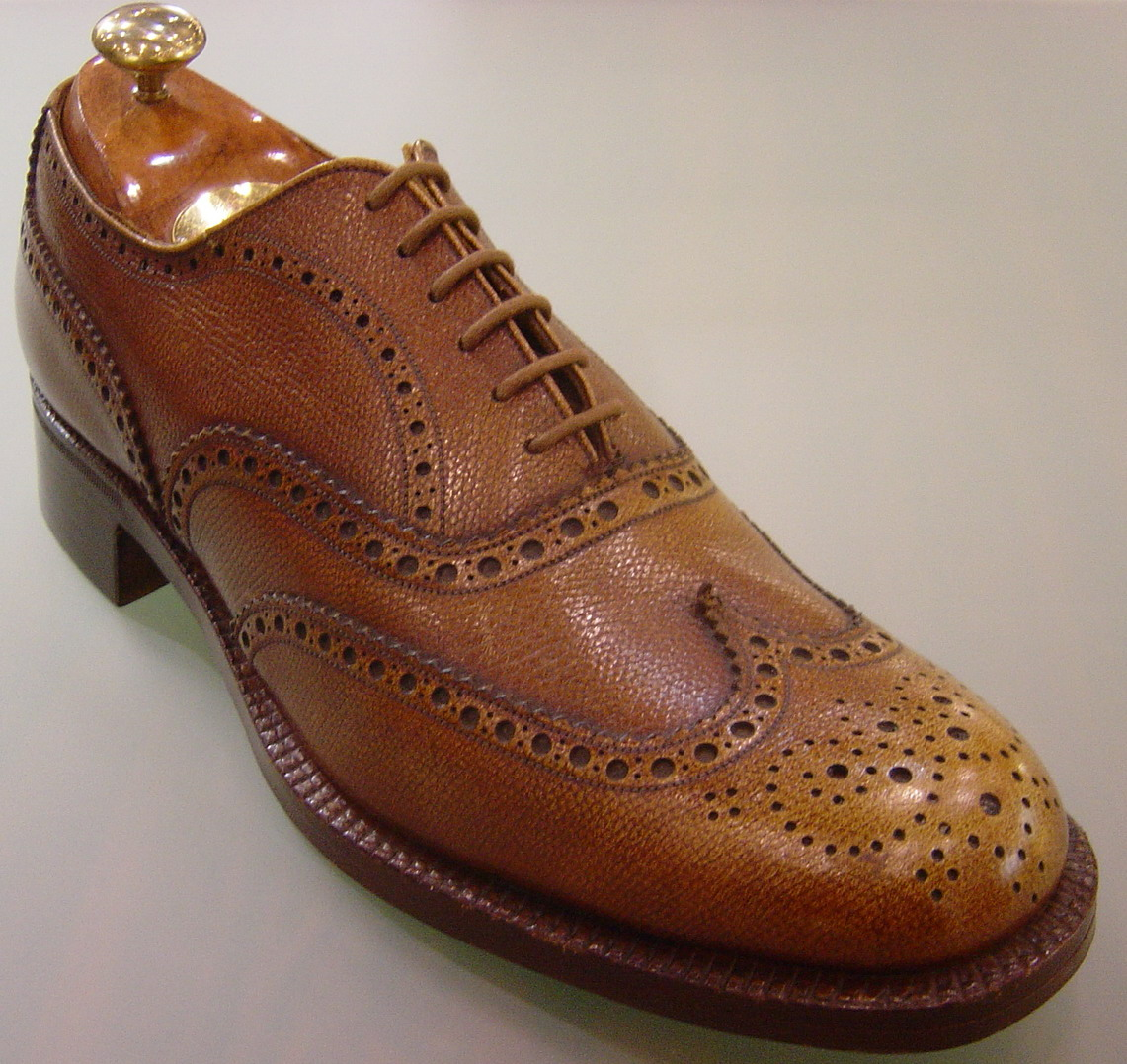
Повні броги

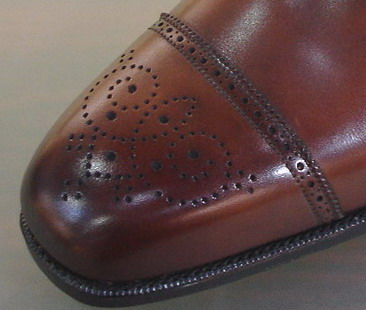
Медальйон на напівброгах

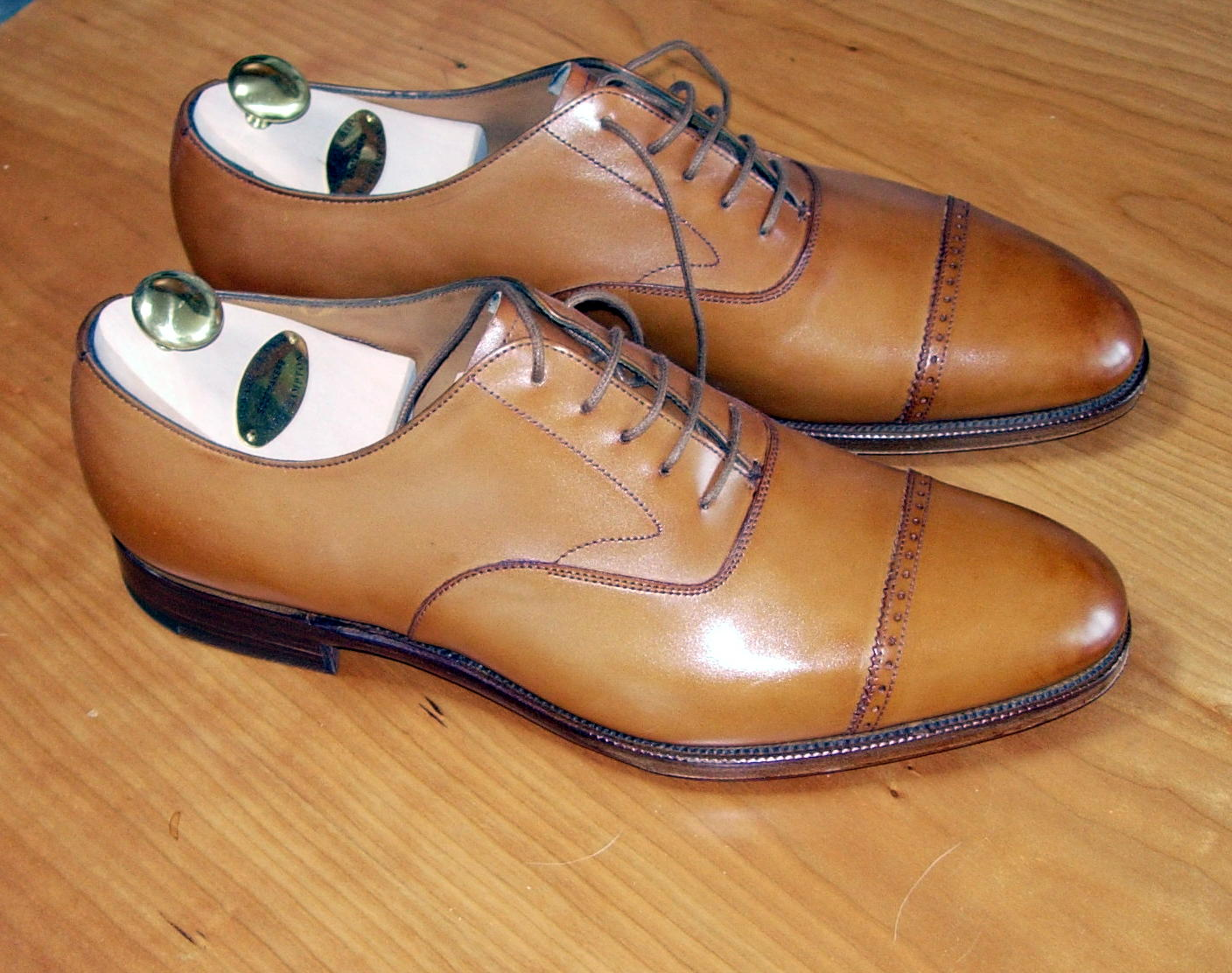
Четвертні броги

Броги (англ. brogues) — туфлі з перфорованим верхом. Можуть бути як з відкритою шнурівкою, так і з закритою. Як правило, верх взуття типу «броги» складається з декількох елементів. Характерною особливістю є відрізний носок різних конфігурацій.

## Історія
Пробивання дірок в шкірі (брогування) вперше застосовано у XVII столітті фермерами-скотарями Ірландії, які вели своє господарство в болотистій місцевості — з метою виведення води від стопи та її швидкого провітрювання.
Пізніше перфороване взуття почало використовуватись мисливцями та лісниками, а згодом завоювало популярність і у представників аристократичних кіл. У цей період формується сучасний вигляд брогів — заготівки верху отримують нові членування, збільшується кількість декору, ажурних візерунків та завитків. Завдяки своїй практичності, на початку XX століття броги почали використовувати гравці у гольф.
Небувалу популярність це чоловіче взуття здобуло завдяки Принцу Уельському Едуарду — відомому аристократу та моднику. Саме за його бажання у брогах був зроблений відрізний носок у формі літери W, вздовж швів якого розташовувалися перфорації.
З часом броги почали носити вже міські жителі і необхідність у наскрізній перфорації відпала. Перфорації на взутті у вигляді ажурного візерунка прикрашали тільки поверхню туфель.

## Різновиди

### Броги або повні броги (Full Brogues)
Вся поверхня взуття перфорована. Відрізний носок криловидної форми, нагадує літеру W.

### Напівброги (Semi-Brogues)
Перфорований тільки відрізний носок взуття, який відділений прямим швом. Вздовж швів також розташована перфорація. Отвори на носку згруповані у спеціальний візерунок — медальйон.

### Четвертні броги (Quarter brogue)
Перфорацію прокладено тільки вздовж швів. Медальйон відсутній.